# Krunati hoko
Krunati hoko (lat. Crax blumenbachii) je vrsta ptice iz roda Crax, porodice Cracidae, koja je endem područja Mata Atlantica u državama Espirito Santo, Bahia i Minas Gerais u jugoistočnom Brazilu. Populacija joj znatno opada zbog lova i krčenja šuma, a također je moguće da je izumrla u Minas Gerais. Trenutno se uvodi u Rio de Janeiro zbog namjera gniježdenja u zatočeništvu.
Duga je u prosjeku oko 84 centimetra. Kljun joj je crvene boje. Odlikuje se svojom dugom ćubom. Gotovo cjelokupno perje tijela kod mužjaka je crno s plavo-zelenkastim sjajem, a podrepno područje je bijelo. Perje na ćubi je dugo i kovrčavo. Noge su crne. Ženka je također crna, a kod nje je podrepno područje cimetasto. Perje na ćubi joj je kraće nego u mužjaka i ima bijele pruge na sebi. Noge su joj ružičaste.